# Kruševice
Kruševice (cyr. Крушевице) – wieś w Czarnogórze, w gminie Herceg Novi. W 2011 roku liczyła 235 mieszkańców.